# Die Vier EvangCellisten
Das Ensemble Die Vier EvangCellisten ist ein Violoncelloquartett, das sich im Oktober 2008 in Weimar gründete. Seine Mitglieder (Markus Jung, Lukas Dihle, Mathias Beyer und Hanno Riehmann)
arbeiten in verschiedenen Orchestern und Theatern Deutschlands und waren alle Studenten an der Hochschule für Musik Weimar. Der Name des Quartetts spielt darauf an, dass die Vornamen der vier Cellisten denen der Vier Evangelisten (Matthäus, Markus, Lukas und Johannes) ähneln.

## Diskographie
- 2010: Jingle Cellos (EP als Audiofile)
- 2011: cellopera (CD)
- 2012: Take Five (EP als Audiofile)
- 2013: O mio babbino caro (EP als Audiofile)
- 2013: Jasmine Flower (Single als Audiofile)
- 2013: Scarborough Fair (Single als Audiofile)
- 2013: journey (CD)
- 2015: Tango Brasileiro – Die Vier EvangCellisten spielen Hartlmaier (EP)
- 2016: PROMO (EP als Audiofile)
- 2016: Notturno (CD)
- 2018: Al Son del Tango (CD)
- 2018: Im schönsten Wiesengrunde /  Scarborough Fair (Noten-CD)
- 2018: CELLISM (CD) (Die Vier EvangCellisten & friends)

Einzelne Titel erschienen auf:
- 2012: Klassik Ballet Collection Vol. 1 (LP als Audiofile) („Entr'acte - Belle nuit, O nuit d'amour“)
- 2014: Wolfram Graf – Kammermusik I / Chamber music I (CD) („Innengang“, opus 190a und „Some Folk“, opus 191)
- 2015: Classical Hours – Crossover (LP als Audiofile) („Some Folk“, opus 191)